# Reglamento de división de poderes de 1811 de Argentina
El Reglamento de división de poderes de 1811 fue aprobado el 22 de octubre de 1811 por la Junta Conservadora de los derechos de Fernando VII, el organismo con atribuciones legislativas que había sucedido a la llamada Junta Grande en Buenos Aires, con pretensión de ampliar su cometido a todo el territorio del virreinato del Río de la Plata mediante la incorporación de diputados del interior.

## Origen del Reglamento
La Junta Conservadora, compuesta por los diputados de las provincias que se encontraban en Buenos Aires y por los que llegaran después del interior, coexistía con el Triunvirato, integrado por Feliciano Antonio Chiclana, Manuel de Sarratea y Juan José Paso, actuando  Bernardino Rivadavia como secretario, sin que se encontrasen claramente delimitadas las funciones de una y otro.
El Reglamento, que se considera la primera Constitución posterior a la Revolución de Mayo, tenía como finalidad organizar los poderes del estado y su redacción se atribuye al Deán Funes. Está compuesta por una introducción y 27 artículos divididos en 3 secciones que corresponden a cada uno de los órganos del poder: legislativo, ejecutivo y judicial.

## Contenido
En la primera sección se trata acerca de la misma Junta Conservadora atribuyéndole las facultades de  declarar la guerra, la paz, la tregua, celebrar tratados de límites, de comercio, crear nuevos impuestos, empleos o tribunales, nombrar los integrantes del Ejecutivo, en caso de muerte o renuncia del los que lo componen. Dispone que con la apertura del Congreso cesarán en sus funciones los diputados, con lo cual se le da al organismo un carácter provisorio.
En la segunda sección se fijan como atribuciones del Triunvirato la defensa del estado, la organización de los ejércitos, el cumplimiento de las leyes, la seguridad personal de los ciudadanos, conferir los empleos militares y civiles de la administración pública, etc. y se le prohíbe ejercer funciones judiciales.
Finalmente, la tercera sección está dedicada a la Audiencia, a cuyo cargo se encuentra el poder judicial.

## Conflicto con el Triunvirato
La Junta remitió el Reglamento aprobado al Triunvirato pero nunca se aplicó pues éste lo rechazó, disolvió la Junta y el 22 de noviembre de 1811 dictó en su reemplazo un Estatuto Provisional.